# Alina Cojocaru
Pour les articles homonymes, voir Cojocaru.
Pour la mathématicienne roumaine, voir Alina Carmen Cojocaru.
Alina Cojocaru est une danseuse roumaine, née le 27 mai 1981 à Bucarest, étoile du Royal Ballet.

## Biographie
Alina Cojocaru s'intéresse tout d'abord à la gymnastique, qu'elle pratique deux ans durant ; elle se tourne cependant vers la danse classique et s'inscrit dans une école de Bucarest, reconnue pour le vivier de jeunes danseurs qu'elle forme pour l'École du Ballet de Roumanie. À neuf ans, elle est remarquée par le directeur du Ballet de Kiev et peut ainsi partir étudier (avec huit autres jeunes Roumains) dans cette institution reconnue.
C'est dans l'un des ballets régulièrement donnés par l'École du Ballet de Kiev qu'Alina se produit pour la première fois : elle interprète le rôle de Cupidon dans Don Quichotte. Après plusieurs années d'un travail de qualité, elle remporte le Prix de Lausanne à l'âge de seize ans, ce qui lui permet d'obtenir une bourse pour achever sa formation à l'école du Royal Ballet de Londres (alors même qu'elle ne parle pas un mot d'anglais).
À l'issue de son parcours d'apprentissage, en novembre 1998, le Royal Ballet lui propose un contrat pour danser au sein du corps de ballet de la compagnie, mais Alina Cojocaru préfère retourner à Kiev, où elle est directement engagée comme soliste. Elle n'y reste cependant qu'un an, et finit par revenir en Angleterre. En 2000, elle devient première soliste. À seulement dix-neuf ans, le 17 avril 2001, elle est nommée « Principal » à l'issue d'une représentation de son ballet-phare, Giselle au Royal Ballet.

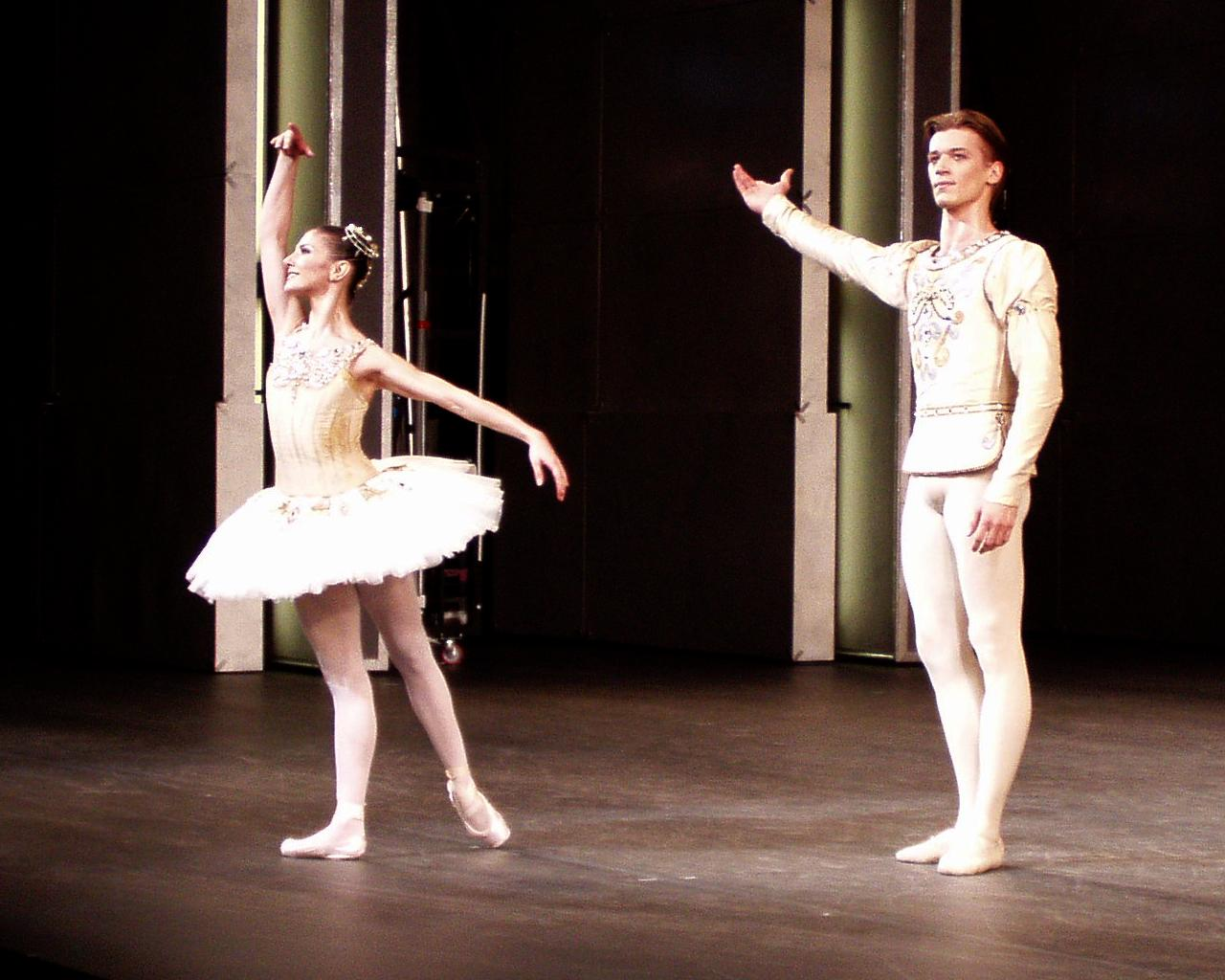
Alina Cojocaru et Rupert Pennefather durant une représentation de Jewels.

Elle apparaît dès lors sur les plus grandes scènes du monde, souvent avec pour partenaire le danseur étoile Johan Kobborg (qui est par ailleurs son compagnon à la ville). Acclamée tant par le public que par les critiques pour sa technique assurée, la justesse de ses interprétations et ses grandes qualités lyriques, elle est notamment invitée par le Théâtre Mariinsky, le Théâtre Bolchoï, l'Opéra de Paris, le Ballet de Hambourg ou encore de l'American Ballet Theatre - elle organise également des galas à Londres et en Roumanie.
Sa carrière ces dernières années est malheureusement marquée par les blessures régulières de ses pieds, très fragilisés et abîmés par la pratique intensive de la danse. Alina songe même à arrêter de danser, mais parvient à trouver une échappatoire à la souffrance en utilisant de nouvelles pointes, aux matériaux et à la confection inédits, peut-être moins esthétiques mais qui lui permettent de continuer à monter sur scène. Elle est par la suite devenue l'une des représentantes les plus emblématiques de cette marque de pointes (des Gaynor Minden).
En 2005, un épisode de la série documentaire anglaise The South Bank Show a été consacré à Alina Cojocaru et Johann Kobborg, avec de nombreux extraits de leurs représentations. Sa filmographie comporte également plusieurs DVD, dont Cendrillon, Giselle, Casse-noisette et La Belle au bois dormant.

## Récompenses
- 1997 : Médaille d'or du Prix de Lausanne

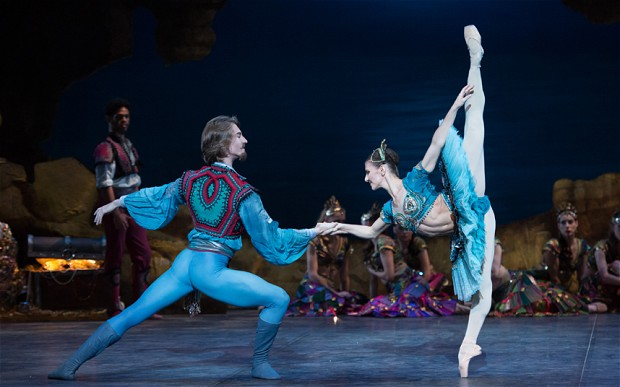
Avec Vadim Mountaguirov dans Le Corsaire (2014).

- 1997 : Médaille d'or du Concours international de danse de Nagoya
- 2002 : Médaille de Cavalier de Roumanie
- 2004 : prix Nijinski
- 2004 : Prix Benois de la danse

## Répertoire
- Giselle : Giselle
- La Belle au bois dormant : Aurore, Princesse Florine
- Roméo et Juliette : Juliette
- Le Lac des cygnes : Odette / Odile
- Ondine : Ondine
- La Bayadère : Nikiya
- Don Quichotte : Kitri, Cupidon
- Casse-noisette : Clara, Fée Dragée
- Le Corsaire, Médora
- La Sylphide : la Sylphide
- Manon : Manon
- Cendrillon : Cendrillon
- The Dream : Titania
- La Fille mal gardée : Lise
- Daphnis et Chloé : Chloé
- Mayerling : Mary Vetsera
- Onéguine : Tatiana, Olga